# Eugène Barthes
Pour les articles homonymes, voir Barthes.
Eugène Barthes (1862 - 1950) est un vice-amiral français, actif sous la Troisième République. Pendant la Première Guerre mondiale, il s'est distingué en Adriatique.

## Biographie
Eugène Marie Clément Barthes naît à Brest le 30 septembre 1862. Eugène Barthes s'engage dans la Marine française en 1878. Aspirant en 1881, il passe Enseigne de vaisseau en octobre 1883 à Brest. Second sur l'Oise, il est fait Chevalier de la Légion d'honneur, le 14 mai 1885. Affecté sur la canonnière Météore, dans la division navale du Levant, il est promu Lieutenant de vaisseau le 23 juin 1888. Breveté Torpilleur, il commande un torpilleur basé à Cherbourg en 1891. Il sert ensuite sur le Bayard dans la division navale d'Extrême-Orient. 
Affecté à Paris en 1896, il est breveté à l'École Supérieure de la Marine en 1897. En 1899, il commande le torpilleur "Forban", en Méditerranée., avant d'être rattaché au Prefet maritime de Toulon. Il enseigne la tactique à l'école de guerre en 1901 et 1902. Promu capitaine de frégate en janvier 1902, Eugène Barthes commande les torpilleurs Durandal et Sainte-Barbe basés à Dunkerque. En 1903, le Capitaine de frégate Barthes est nommé second sur le cuirassé "Brennus" en Méditerranée. Il commande ensuite le contre-torpilleur d'Iberville, basé à Toulon, puis le contre-torpilleur Durandal. Affecté à l'État-major général à Paris, il est promu capitaine de vaisseau en mai 1908. Il commande ensuite le Tourville basé à Toulon. Le capitaine de vaisseau Barthes est fait Officier de la Légion d'Honneur, le 14 avril 1911. En 1912, il est nommé commandant du cuirassé Jean-Bart.

## Première Guerre mondiale
À la veille de la Première Guerre mondiale, Barthes est toujours capitaine de vaisseau et commande encore le Jean-Bart. Il est cité à l'ordre de l'Armée navale, après des opérations en Adriatique. Nommé à Brest, il est promu Contre-amiral le 15 mars 1916. Au 1er janvier 1918, Eugène Barthes est promu Major général de la Marine à Bizerte. Il est élevé au grade de Commandeur de la Légion d'honneur, le 12 juillet 1918
Après guerre, Eugène Barthes est promu Vice-amiral, le 26 décembre 1919. Il est nommé Préfet maritime de Cherbourg en 1921, puis commandant en chef des frontières maritimes de la Manche en 1922. Élevé au grade de Grand Officier de la Légion d'Honneur le 29 janvier 1923, le vice-amiral Barthes est versé dans la réserve en septembre 1924.
Le vice-amiral Barthes est mort à Paris, le 22 juin 1950. Il était l'oncle du contre-amiral Émile Barthes (1894 - 1974).

## Distinctions
- Grand officier de la Légion d'honneur le 29 janvier 1923 [1]
  -  Commandeur de la Légion d'honneur le 12 juillet 1918
  -  Officier de la Légion d'honneur le 14 avril 1911
  -  Chevalier de la Légion d'honneur le 14 mai 1885
- Officier d'académie

## Sources
- Eugène Marie Clément Barthes sur Espace Tradition de l'École navale.
- « Cote LH/128/20 », base Léonore, ministère français de la Culture